# Cithaeron
Genre
Synonymes
- Tephlea Simon, 1878

Cithaeron est un genre d'araignées aranéomorphes de la famille des Cithaeronidae.

## Distribution
Les espèces de ce genre se rencontrent en Afrique, en Asie et en Europe du Sud.
Des espèces ont été introduites en Amérique et en Australie.

## Liste des espèces
Selon World Spider Catalog (version 26, 05/07/2025) :
- Cithaeron contentum Jocqué & Russell-Smith, 2025
- Cithaeron delimbatus Strand, 1906
- Cithaeron dippenaarae Bosmans & Van Keer, 2015
- Cithaeron indicus Platnick & Gajbe, 1994
- Cithaeron jocqueorum Platnick, 1991
- Cithaeron persicus Zamani & Marusik, 2025
- Cithaeron praedonius O. Pickard-Cambridge, 1872
- Cithaeron reimoseri Platnick, 1991

## Systématique et taxinomie
Ce genre a été décrit par O. Pickard-Cambridge en 1872 dans les Agelenidae. Il est placé dans les Drassidae par Simon en 1893, dans les Zodariidae par Petrunkevitch en 1928 puis dans les Cithaeronidae par Caporiacco en 1938.
Tephlea a été placé en synonymie par Simon en 1893.

## Publication originale
- O. Pickard-Cambridge, 1872 : « General list of the spiders of Palestine and Syria, with descriptions of numerous new species, and characters of two new genera. » Proceedings of the Zoological Society of London, vol. 1872, p. 212-354 (texte intégral).